# Сидорцова, Наталья Станиславовна
Наталья Станиславовна Сидорцова (род. 12 июля 1984) — российская певица, актриса, вокальный продюсер, солистка мюзиклов «Анна Каренина» «Граф Орлов», «Ромео и Джульетта», «Огни Большого Города», «Нежная Королева» и др. Победитель международных конкурсов. Номинант театральных премий «Московский Дебют», «Золотой Софит». Автор песен. Обладательница голосового диапазона в 4,5 октавы.

## Биография
Родилась 12 июля 1984 года в Загорске (сейчас Сергиев Посад). Закончила Сергиево-Посадскую гимназию им. И. Б. Ольбинского и музыкальную школу по классу фортепиано. Ещё будучи школьницей, одерживала победы на крупных конкурсах и фестивалях, выступала на самых престижных концертных площадках России — Кремлёвском дворце и ГКЗ «Россия». Выступала с собственной концертной программой во Франции и Латвии (сольно и в составе джазовых ансамблей). В 2005 году с отличием окончила Государственный музыкальный колледж эстрадного и джазового искусства. Победительница международных вокальных конкурсов, участница телепроекта «Народный артист» (канал «Россия», первый сезон).
20 мая 2004 года состоялась премьера российской постановки мюзикла «Ромео и Джульетта», где Наталья сыграла роль Кормилицы. Наталья Сидорцова стала самой молодой исполнительницей этой роли во всех мировых версиях мюзикла. Номинант премии «Московский дебют» за лучшую роль в мюзикле.
В 2005—2007 году приняла участие в записи современной оперы Эдуарда Артемьева, на либретто Юрия Ряшенцева и Марка Розовского «Преступление и Наказание» (продюсер Александр Вайнштейн, реж. Андрей Кончаловский), исполнив главную женскую партию — партию Сони. Презентация двойного альбома состоялась в 2007 году.
В 2008 году — продюсер записи хора и ансамбля в мюзикле «Монте-Кристо» (Московская Оперетта, студия ViSound, 2008). Наталья Сидорцова также является первой исполнительницей партий Мерседес и Эрмины Данглар в этом мюзикле (пилотная студийная версия).
С декабря 2008 года — исполнительница главной роли (Королевы) в мюзикле «Нежная Королева» театра «Санкт-петербургский мюзикл-холл».
Наталья Сидорцова является автором текстов и музыки, её песни исполняют такие известные певцы, как София Нижарадзе, Андрей Александрин, Светлана Светикова, Марина Крузо и др.
В октябре 2010 года приняла участие в ледовом спектакле-мюзикле Ильи Авербуха «Огни Большого Города» в качестве ведущей вокалистки, исполнительницы роли Дивы (сцена «Перезагрузка»), а также автора текстов для англоязычной версии саундтрека. В июле 2012 года спектакль представлял Россию на Олимпийских играх в Лондоне, Наталья Сидорцова также стала автором англоязычной версии саундтрека к спектаклю.
С октября 2012 года исполняет роль императрицы Екатерины Великой в мюзикле «Граф Орлов».
С сентября 2014 года играет роль миссис Рид в мюзикле Кима Брейтбурга «Джейн Эйр».
В 2015 году вышла на сцену в составе грандиозного ледового шоу «Кармен» Ильи Авербуха. Наталья Сидорцова также стала музыкальным продюсером шоу «Кармен».
В 2016 году вышла на сцену в роли княгини Бетси Тверской в мюзикле «Анна Каренина».
Наталья Сидорцова вошла в пятерку лучших педагогов по вокалу по рейтингу журнала Harper’s Bazaar (ноябрь, 2009).
Выступает с сольной программой в стиле пост-рок.
В 2012 году закончила СПбГАТИ и МГУ им. Ломоносова (факультет журналистики).
В 2018 году приступила к работе над книгой и авторским курсом по современному вокалу и психологии голоса с названием #ЗВУЧАТЬВМИР. С 2018 года — студентка Московского Института психоанализа по специальности «Практическая психология и коучинг».
В 2019 году приняла участие в шоу «Голос».

## Дискография
- «Romeo&Juliette» (русская версия, Rusrecords 2005),
- «Преступление и Наказание» (Тонстудия Мосфильм, 2007),
- «Монте-Кристо» (Visound, 2008),
- «Огни Большого Города» (ViSound, 2010),
- «Граф Орлов» (Bonum Sudio, 2013)

## Образование
- Государственный музыкальный колледж им. Гнесиных (эстрадно-джазовое пение) — 2005
- МГУ им. Ломоносова (факультет журналистики) — 2012
- Московский институт психоанализа (Практическая психология и коучинг) — 2018
- СПБГАТИ (актерский факультет) — 2012

## Роли в театре
- 2004 — Кормилица, мюзикл «Ромео и Джульетта» («Romeo & Juliette»), Московская оперетта[2]
- 2007 — Соня Мармеладова, рок-опера «Преступление и наказание» (концепт-CD)[3]
- 2008 — Королева, мюзикл «Нежная Королева», Санкт-Петербургский Мюзик-Холл[4]
- 2010 — Джейн, драматический спектакль «Джейн», РАТИ (ГИТИс)
- 2010 — Дива, ледовый мюзикл Ильи Авербуха «Огни большого города»[5]
- 2012 — императрица Екатерина Великая, мюзикл «Граф Орлов»[6][7]
- 2014 — миссис Рид, мюзикл «Джейн Эйр», Московская оперетта
- 2014 — Веселина, «Illusio», "Ленинград-центр
- 2015 — солистка ледового мюзикла «Кармен» Ильи Авербуха (вокальные партии Кармен, Елены и Фраскиты)
- 2016 — княгиня Бетси Тверская, мюзикл «Анна Каренина», Московская оперетта

## Роли в кино
- 2001 — «Две судьбы» (сериал), эпизод, запись саундтрека.
- 2009 — «Счастливы вместе» (сериал), эпизод.

## Награды
- Международный конкурс исполнителей эстрадной песни «Вильнюс-2002» — главный приз (Grand Prix) и приз симпатий телезрителей[8].
- Международный джаз-фестиваль «Jazz, Joy, Spring» (2002) — лауреат.
- Международный фестиваль-конкурс «роза Ветров-2001» — лауреат 1 премии.
- Московский фестиваль современного профессионального эстрадного искусства «Музыка Нового Поколения» (2001) — лауреат 2 премии (в номинации поп-рок вокал).
- Телефестиваль «Шире круг» (2001) — лауреат[9]